# ألبرتو كونراد
ألبرتو كونراد (بالإسبانية: Alberto Conrad)‏ هو سباح بوليفي، ((و. 1910  م)).

## وصلات خارجية
- ألبرتو كونراد على موقع الاتحاد الدولي للسباحة (الإنجليزية)
- ألبرتو كونراد على موقع اللجنة الأولمبية الدولية (الإنجليزية)
- ألبرتو كونراد على موقع أوليمبيديا (الإنجليزية)